# Липовани (народ)
Липовани, ређе и Липованци (рус. Липовáне, буг. липованци) су етничка подгрупа руског народа, углавном староверци, настањена у Румунији (углавном Добруџа), Молдавији и Украјини. Према попису из 2002. године у Румунији их има 35,791, од чега њих 21,623 живи у Добруџи. Према проценама, укупан број Липована не прелази више од 100.000 припадника.

## Историја
Липовани су потомци руских старовераца или старообредника који су пре два века напустили Русију бојећи се прогона. То су били противници реформи патријарха Никона, који је 1652. године донео одлуку о исправљању црквених књига и уношењу неких измена у обреде према грчком канону. Од 1667. у читавој Русији су почели прогони старовераца, који су се крстили са два уместо са три прста. Овакав начин осењивања крсним знаком постао је њихов симбол. Званично су проглашени јеретицима и анатемисани. Најпознатији борци против реформи били су протопоп Авакум, аутор знаменитих житија, и бољарка Теодосија Морозова, која је спаљена на ломачи.
Од сурових прогона старообредници су се спасавали бекством. Најчешће су бежали на Дон, у Кубањ, Сибир и на руски Далеки исток. У слабо насељену делту Дунава прве групе старовераца су пристигле око 1720. Нешто касније су се из Донске области преселили и козаци-староверци из војних јединица Игната Некрасова, и ту су остали. Касније су се и они асимиловавши са Липованима.
Далеко од царске власти и турске администрације тадашње османске провинције Добруџе, Липовани су релативно мирно могли да чувају своја верска убеђења и традицију. Сматра се да овај етноним потиче од речи „липа“, од топонима Липовци (места где су некада живели преци досељеника), или од неправилно изговорене речи „филиповци“ (како се звао један од старообредничких покрета).
Први Липовани који су се доселили на Дунав живели су у колибама од трске. Тек у 19. веку појављују се прве куће, дрвене конструкције са обложеном трском и премазаним блатом. Трска је још кориштена за покривање кућа и за ложење пећи. У годинама када су најезде скакаваца пустошиле поља око делте, локално становништво није имало ни брашна па је рендало сушене штуке које су се затим мешале са иситњеном биљком враголић. Од те смесе су пекли лепиње.

## Језик и обичаји
Липовани до данас говоре на специфичном руском језику из 17. и 18. века. Као и остали руски староверци, Липовани су вредни, уредни и честити људи. Не воле алкохол и дуван. Код Липована мушкарци не брију браду, кошуљу носе преко панталона и увек су потпасани. Жене на Ускрс обавезно облаче сарафан. Само старообредници при молитви још увек користе посебну врсту кожних бројаница (рус. „љестовка“).
Липовани чувају старе обичаје карактеристичне за руску свадбу, Покладе (рус. масленница) и неке црквене празнике. Главни чувар те традиције је црква у којој се служба врши на архаичном руском језику. При цркви раде летње школе где деца Липована допуњавају образовање које током школске године стичу у румунским школама.
У Румунији живи укупно око 30 хиљада Липована, углавном у области Тулча. Један од најпознатијих Липована из ове области је Иван Пацајкин, четвороструки олимпијски шампион у веслању у кануу и деветоструки светски шампион (седамдесетих и осамдесетих година 20. века), који сада ради као главни тренер румунске репрезентације у овој дисциплини.
Осим у Румунији, Липовани живе и у суседним областима које припадају Молдавији, Украјини и Бугарској, тако да према незваничним проценама у делти Дунава има око 100 хиљада Липована. Заједница Руса Липована у Румунији је званичан назив руске дијаспоре који је основан 1990, након чега су успостављени односи са Руском Федерацијом. Заједница издаје новине „Зоре“ и часопис „Китеж-град“.